# Doclisboa
Das Doclisboa (offiziell: Doclisboa - Festival Internacional de Cinema Documental de Lisboa) ist ein jährlich im Herbst stattfindendes Filmfestival in Lissabon, dass sich ausschließlich dem Dokumentarfilm widmet.

## Das Filmfestival

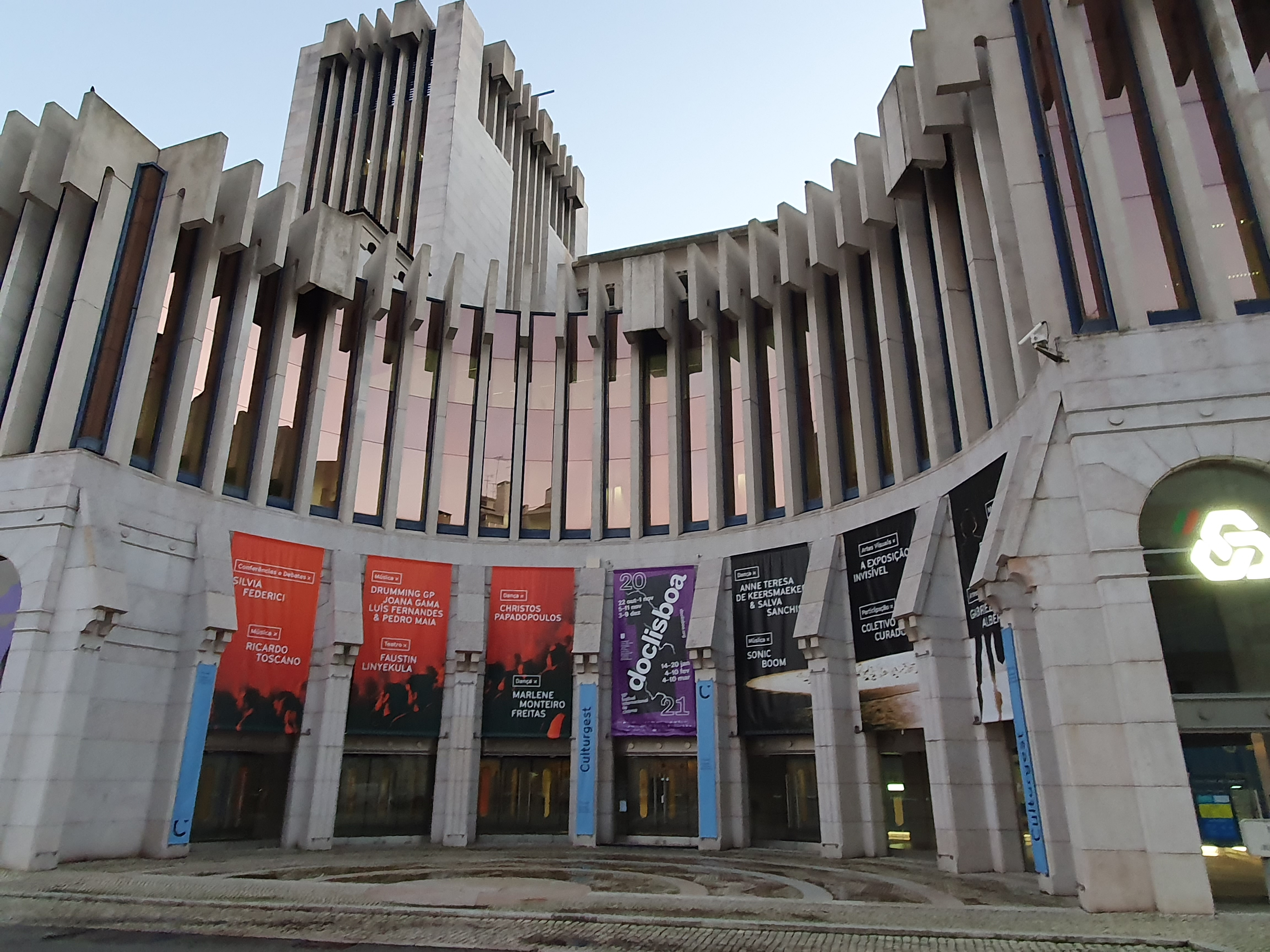
Der Eingang zur Culturgest, einem der Spielorte des Doclisboa (2020).

Das Festival wurde 2002 gegründet. Es ging aus dem 1990 von Manuel Costa e Silva gegründeten Festival  Encontros Internacionais de Cinema Documental da Malaposta hervor, das das erste der portugiesischen Filmfestivals war, das sich ausschließlich mit Dokumentarfilmen befasste.
Das Festival wird organisiert und produziert von der Apordoc (Associação pelo Documentário), einem gemeinnützigen Kulturverein, der sich der Förderung des Dokumentarfilms in Portugal verschrieben hat. Das Doclisboa wird co-produziert von der Cinemateca Portuguesa, dem Kino Cinema São Jorge und der Culturgest, der Kulturstiftung der portugiesischen Sparkasse Caixa Geral de Depósitos.

## Die Preise

### Internationaler Wettbewerb

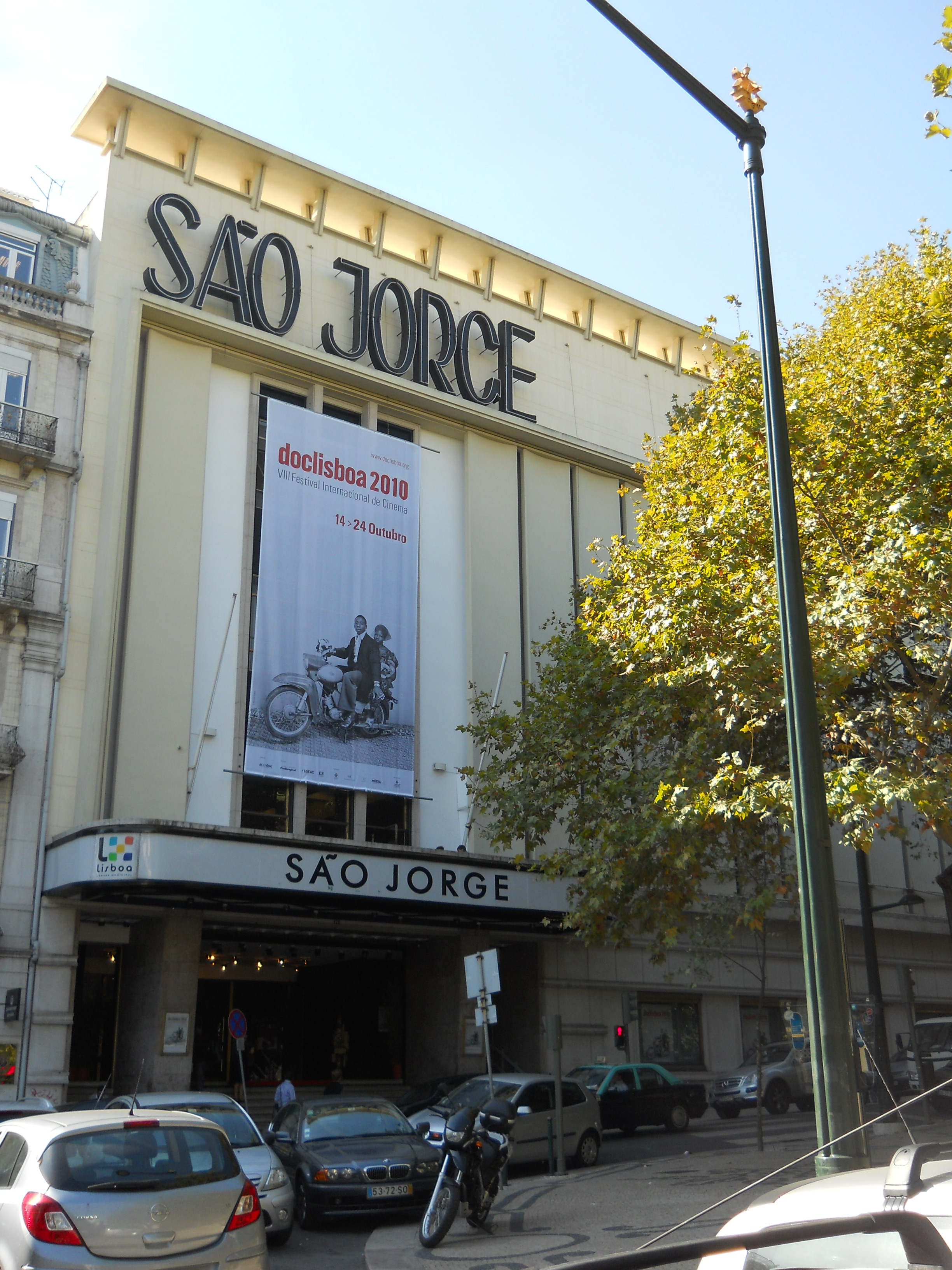
Das Cinema São Jorge in Lissabon zum Doclisboa 2010.

- Preis der Stadt Lissabon für besten Film 10.000 €
- Doclisboa-Preis für den besten Kurzfilm 2.500 €.
- Doclisboa-Spezialpreis der Jury
- Doclisboa-Preis "Neues Talent" 3.000 €
- Bester Film internationaler Wettbewerb, Forschung, und neue Visionen
- Preis der Universitäten 1.000 €
- Preis der Universidade Lusófona für den besten internationalen Film

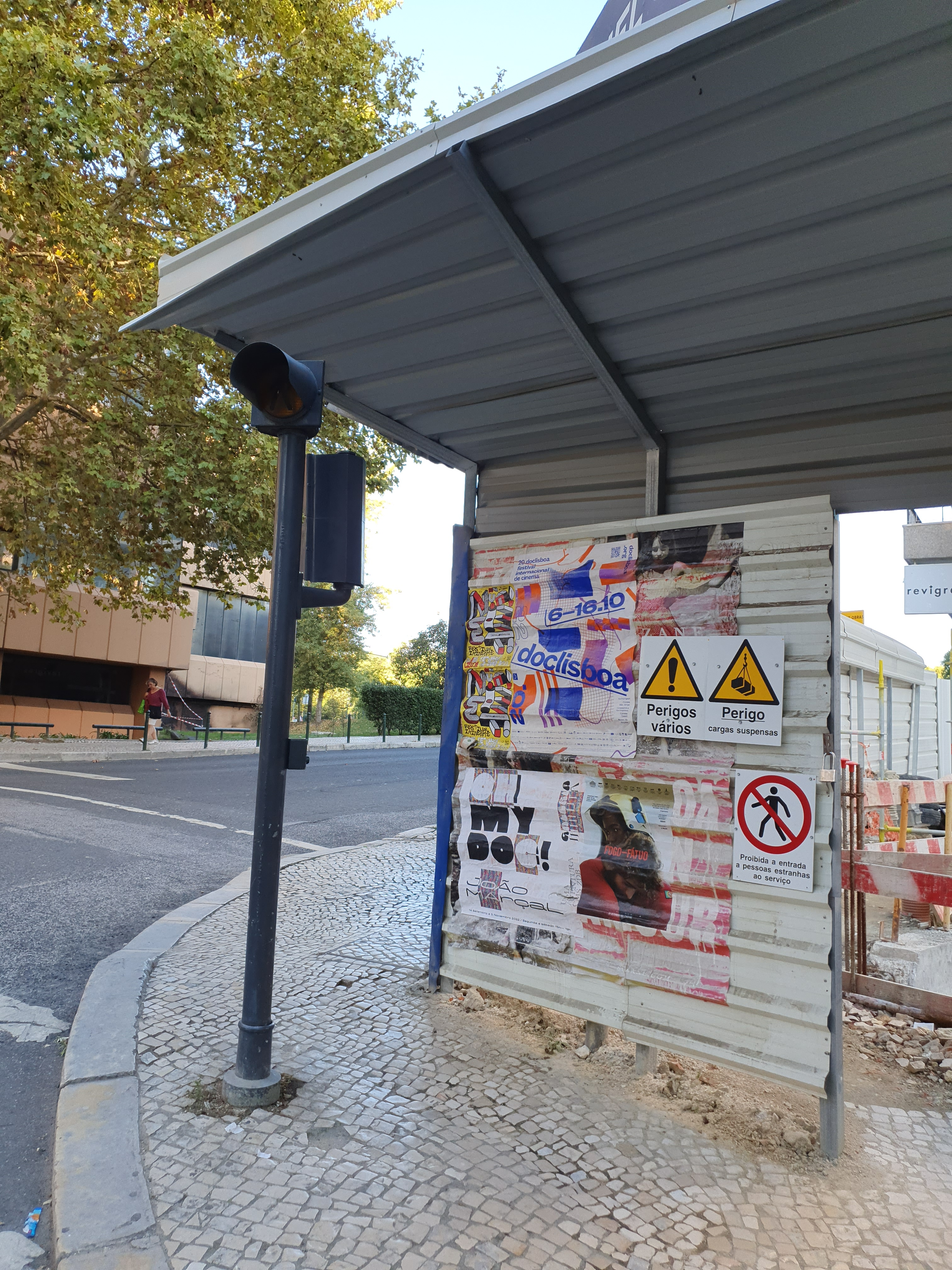
Plakat des Doclisboa 2022 an einem Bauzaun in Lissabon (Oktober 2022).

### Forschung
- RTP2-Preis für den besten investigativen Film 4.000 € (inkl. Senderechte)

### Portugiesischer Wettbewerb
- Doclisboa-Preis für den besten Film 5.000 €
- Caixa Geral de Depósitos-Preis für den besten Film 3.000 €
- Doclisboa- und ISCTE-IUL-Preis für den besten Kurzfilm 2.500 €
- Schulpreis 1.500 € (technische Dienstleistungen in dieser Höhe)
- Restart-Preis für den besten portugiesischen Film
- CPLP-Preis für den besten Film aus portugiesischsprachigen Ländern 2.500 €